# Volkmannsdorf

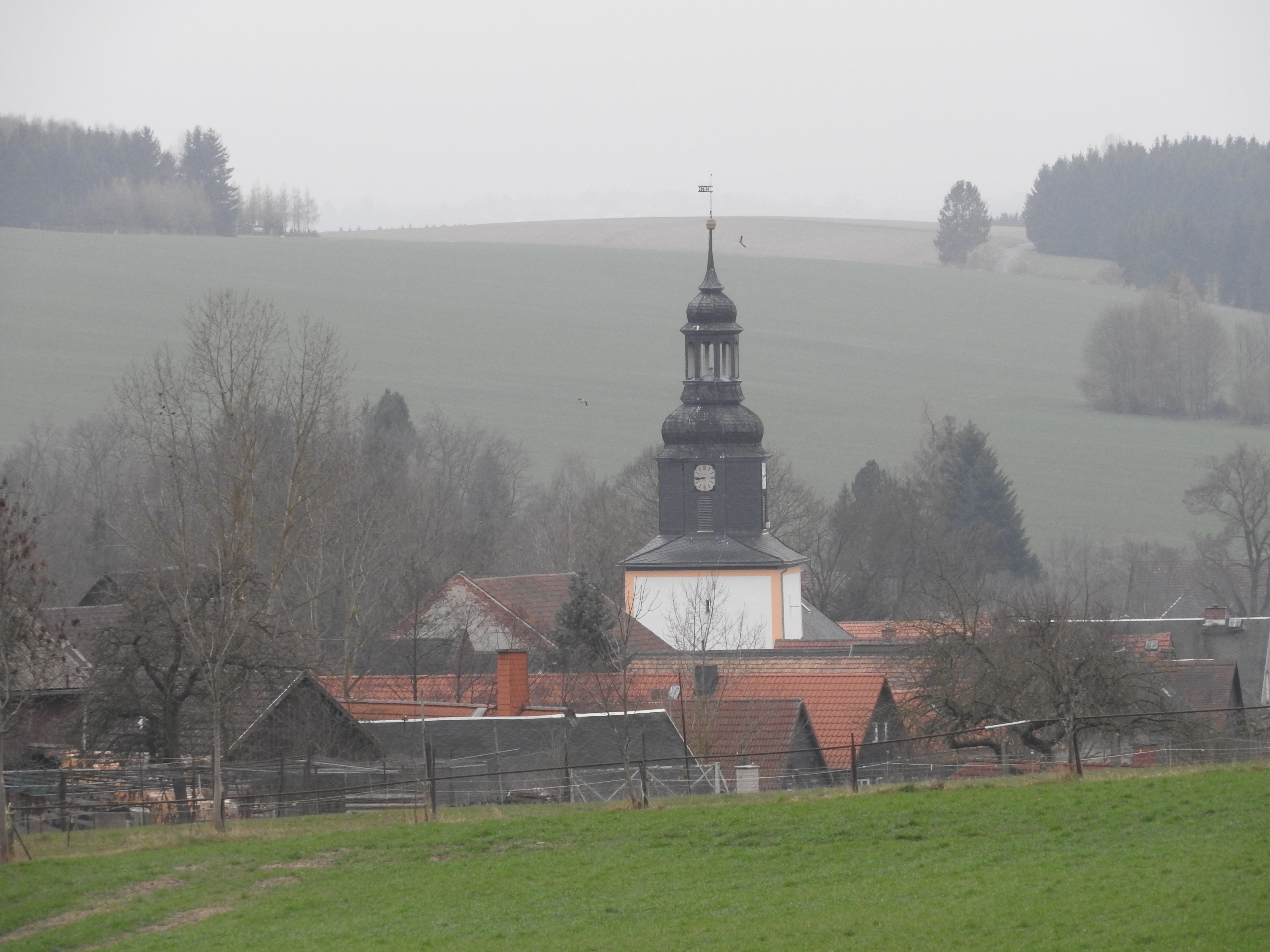
Blick auf den Ort

Volkmannsdorf ist eine Gemeinde in der Verwaltungsgemeinschaft Seenplatte im thüringischen Saale-Orla-Kreis mit etwa 250 Einwohnern.

## Geografie
Die Gemeinde liegt zwischen Mühlberg und Schwarzem Berg in einer muldenartigen Hochfläche des Südostthüringer Schiefergebirges. Westlich grenzen die Seen von Knau und Plothen an die Gemarkung. Über Nahverkehrswege ist der Ort erreichbar.
Zu Volkmannsdorf gehört die nahe Finkenmühle.

### Geologie
Die Böden im Südostthüringer Schiefergebirge haben einen hohen Feinerdeanteil und einen hohen Humusgehalt. Sie sind unter den Klimabedingungen des Schleizer Umlandes sehr ertragreich und -sicher.

### Nachbarorte
Nachbarorte sind: Crispendorf, Erkmannsdorf, Schöndorf, Tausa, Knau und Plothen.

## Geschichte
Volkmannsdorf wurde erstmals am 22. Februar 1366 urkundlich erwähnt, es entwickelte sich vielleicht um ein Mönchskloster des Benediktinerordens, das dafür sorgte, dass der umliegende Wald urbar gemacht wurde und damit die Grundlage für eine Ansiedlung entstand. Während der Entwicklung des Dorfes wurde es ungefähr viermal umbenannt, Namen waren unter anderem Folschensdorf, Volkersdorf und Folckensdorf. Der Ort gehörte bis 1815 zum kursächsischen Amt Ziegenrück und kam nach dessen auf dem Wiener Kongress beschlossenen Abtretung mit dem Großteil des Neustädter Kreises zum Großherzogtum Sachsen-Weimar-Eisenach.
Volkmannsdorf wurde von der Pest und in den Weltkriegen weitgehend verschont. Die Maul- und Klauenseuche verursachte eine mehrere Tage andauernde Quarantäne. Die einst gotische Dorfkirche musste nach einem verheerenden Brand wieder von Grund auf neu gebaut werden. Die große Glocke der Kirche wurde im Zweiten Weltkrieg für Kriegszwecke abgenommen, kam aber nach Ende des Krieges unversehrt zurück und wurde bei einer Restaurierung wieder eingesetzt.

### Einwohnerentwicklung
Entwicklung der Einwohnerzahl (jeweils 31. Dezember):
| - 1994: 344 - 1995: 344 - 1996: 339 - 1997: 332 - 1998: 330 - 1999: 339 | - 2000: 328 - 2001: 327 - 2002: 331 - 2003: 325 - 2004: 317 - 2005: 317 | - 2006: 316 - 2007: 301 - 2008: 295 - 2009: 282 - 2010: 285 - 2011: 278 | - 2012: 272 - 2013: 261 - 2014: 252 - 2015: 262 - 2016: 265 - 2017: 258 | - 2018: 261 - 2019: 258 - 2020: 244 - 2021: 249 - 2022: 234 |

Datenquelle: Thüringer Landesamt für Statistik

## Kultur und Sehenswürdigkeiten

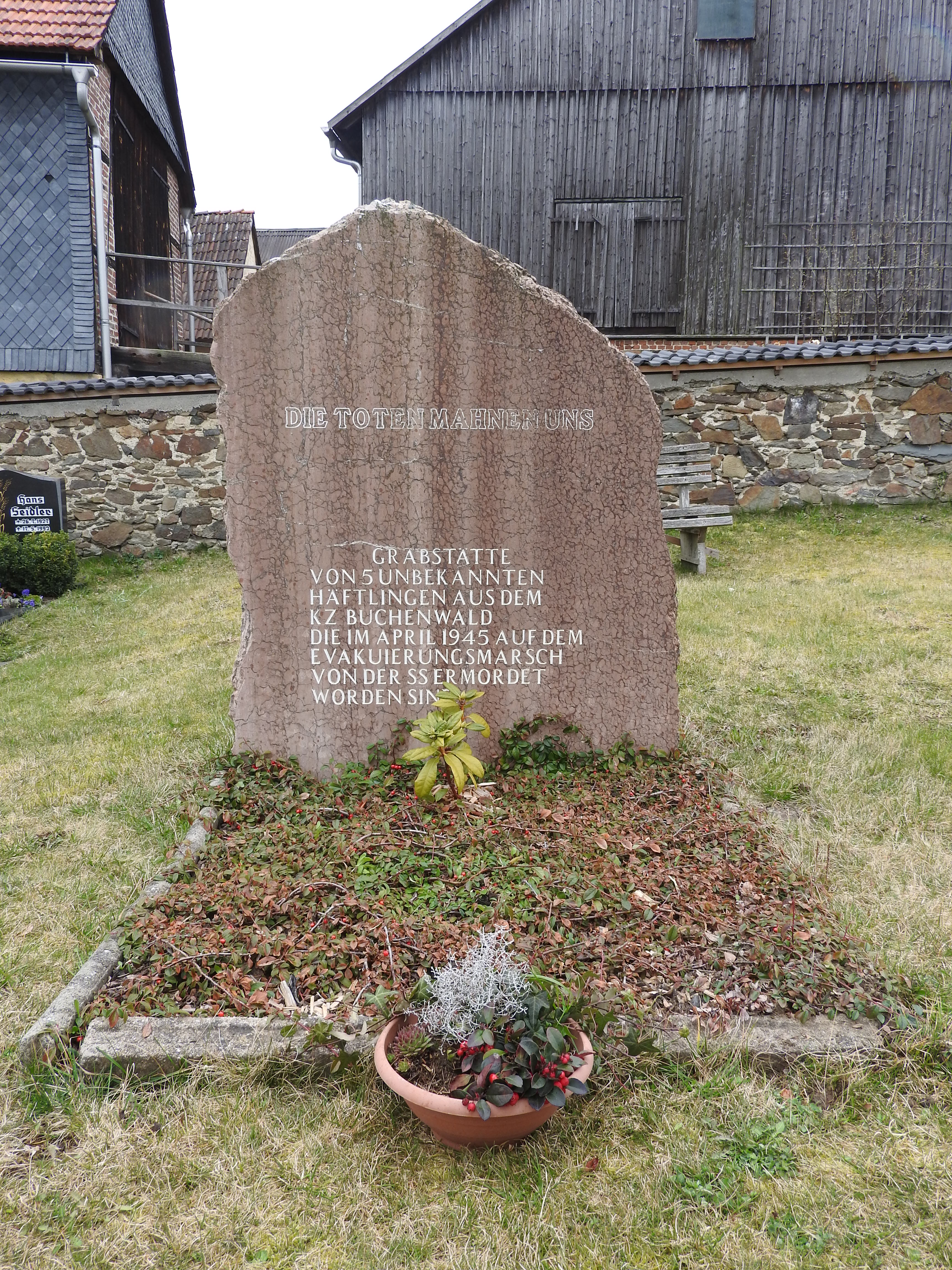
Gedenkstein an der Kirche

- Dorfkirche Volkmannsdorf

### Gedenkstätten
- Auf dem Ortsfriedhof erinnert eine Grabstätte mit Gedenkstein an fünf KZ-Häftlinge, die bei einem Todesmarsch aus dem KZ Buchenwald im April 1945 von SS-Männern ermordet wurden. Die in einer Parkanlage neben dem Kulturhaus befindliche Todesmarsch-Stele wurde nach 1989 umgewidmet für alle Weltkriegstoten.

## Wirtschaft und Infrastruktur
In Volkmannsdorf gibt es eine Korbmacherei, eine Autowerkstatt, eine Gaststätte und ein Kulturhaus.